# S1 Core
S1 Core (кодове назва «Sirocco») — мікропроцесор, який реалізує систему команд SPARC V9, створений компанією Simply RISC . Мікропроцесор заснований на дизайні процесора UltraSPARC T1 від Sun Microsystems, є відкритим апаратним забезпеченням і розповсюджується під ліцензією GPL.
Основною метою проекту є створення максимально простий реалізації. Основні відмінності T1 і S1:
- S1 Core має одне 64-бітове ядро (підтримує 4 незалежних потоки) замість восьми ядер;
- S1 Core використовує шину Wishbone.